# Castello di Schisò
Il castello di Schisò si trova a Giardini Naxos, comune italiano della città metropolitana di Messina, in Sicilia.

## Storia

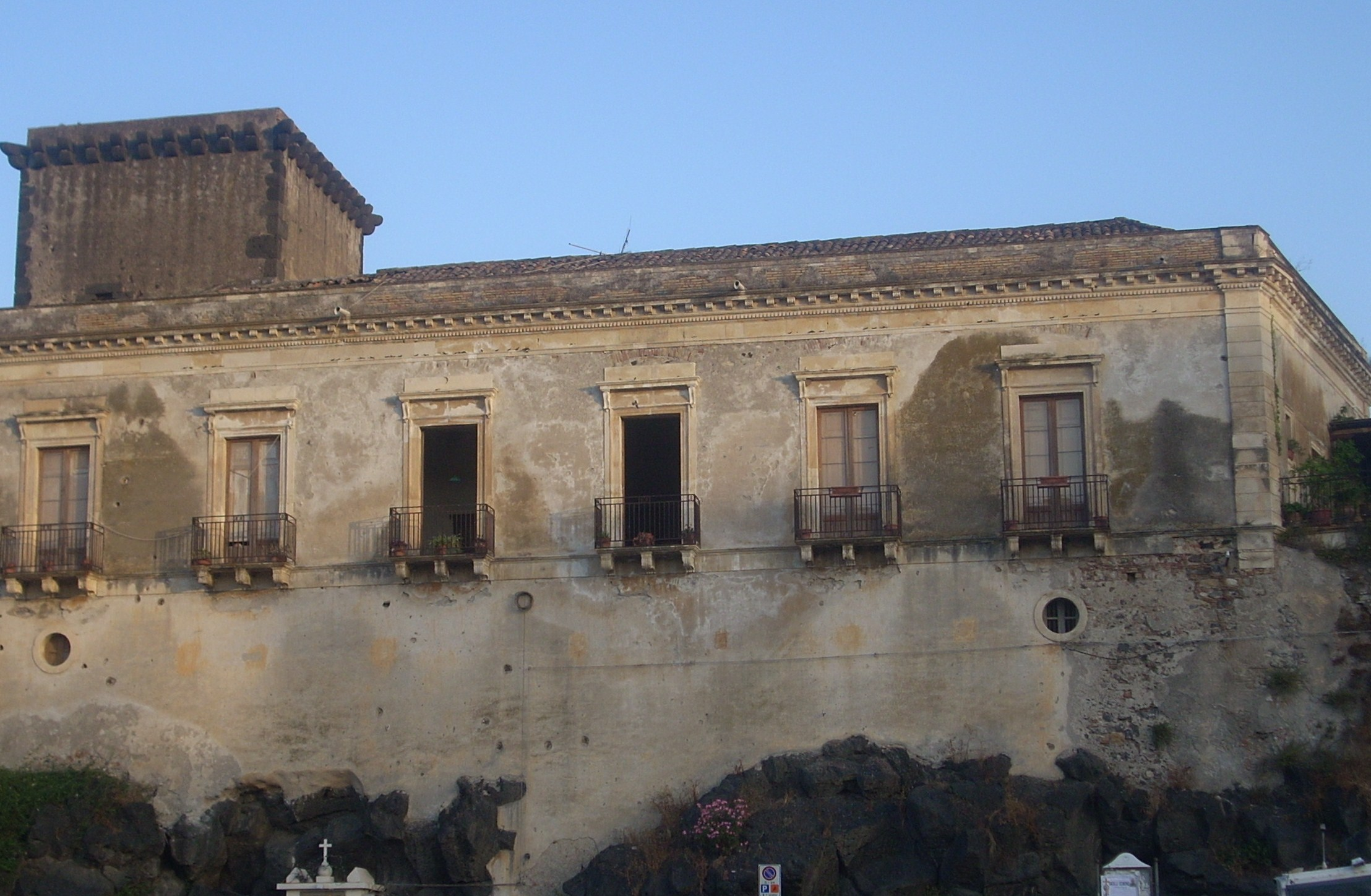
Castello di Schisò.

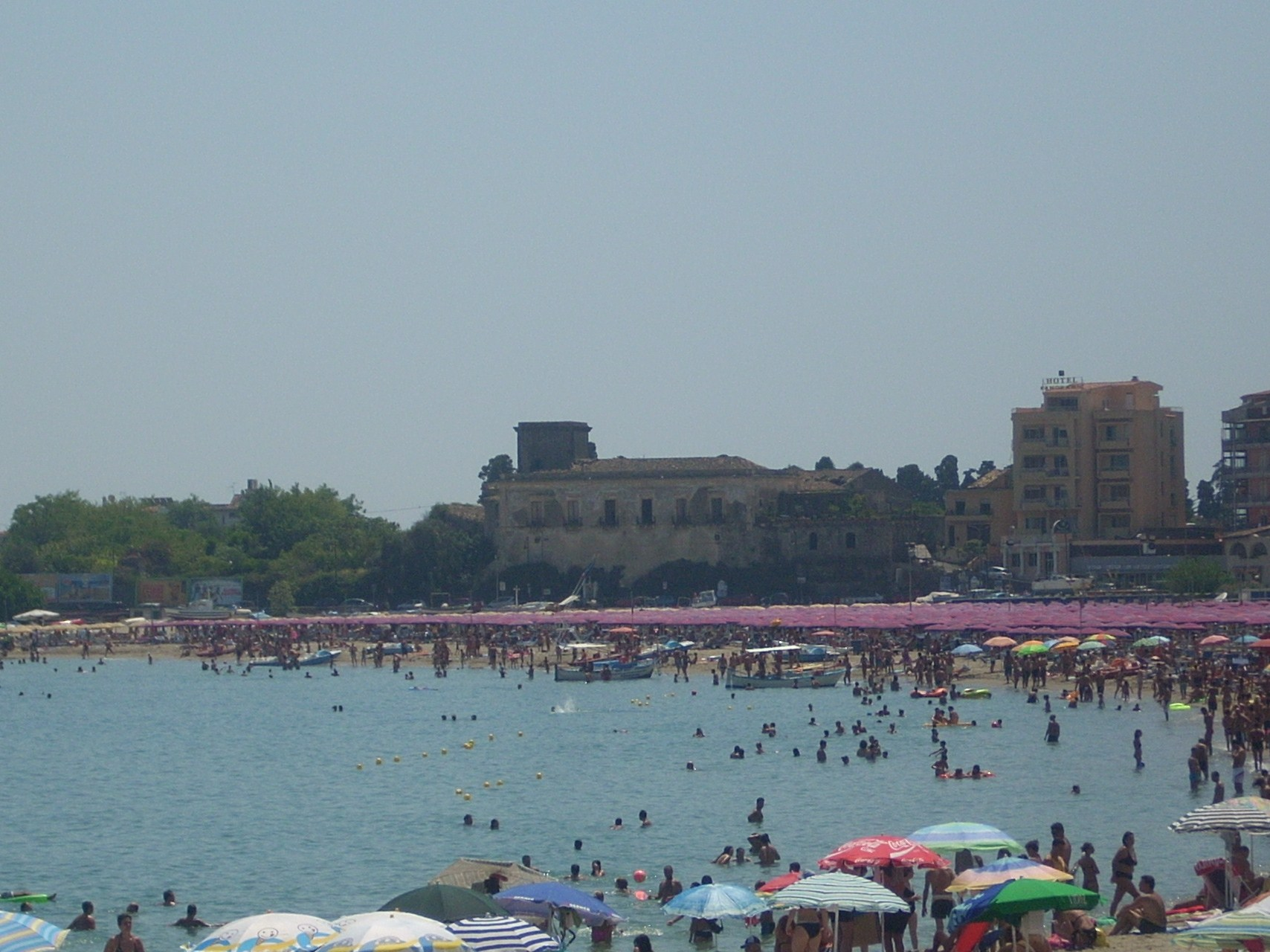
Castello di Schisò visto dalla spiaggia San Pancrazio.

Il castello di Schisò si affaccia sulla baia di Giardini Naxos, è stato costruito a cavallo del XIII e XIV secolo. Edificato nella forma attuale su uno sperone roccioso formato da una colata lavica di età preistorica, il nome Schisò deriva dalla corruzione araba volgare del toponimo Naxos Al Qusus.E’ agevole ipotizzare progressive verosimili corruzioni del nome “Naxos”: da “Nascsòs”, a “Naschisòs”, a Quisòs, a “Schisòs”, fino all’attuale “Schisò”. Lo storico Michele Amari scrive,in Biblioteca Arabo-Sicula, 1880- 1881, riportando da Edrisi : " il vocabolo qusüs potrebbe supporsi erronea lezione invece di Nasùs, Nasso. La q nella scrittura africana è notata con un punto al di sopra, come la n”. Tanto più che, osservando cartine geografiche di prima e dopo il '500, il toponimo Schisò appare nello stesso sito dell'antica Naxos. Pietro Rizzo,in Naxos Siceliota, 1894, afferma: "la parola Schisò. Questa al tempo del dominio normanno doveva suonare Quisò. Infatti questa forma si conserva in un Capitolare di Adalasia, moglie del Conte Ruggiero, che si legge nel Lib. Praelat. Siciliae, al foglio 612-627, ed è riportato da Rocco Pirri nella sua Sicilia Sacra (Vol. II, 1042 sqq. 1733): « Item damus S. Pantaleonem, qui est in Portu Quisoy.. ».

### Epoca del Regno di Sicilia
In epoca normanna l'aggregato agricolo comprende una chiesetta esistente al tempo del Gran Conte Ruggero dedicata a San Pantaleone, utilizzata dai contadini e pescatori di Schisò prima che sorgessero edifici di culto più recenti. L'agglomerato costituiva l'antica dipendenza del monastero di Santa Maria di Gala, istituzione ubicata nell'odierna Barcellona Pozzo di Gotto, data in concessione ai monaci Basiliani di rito greco dalla reggente Adelasia del Vasto nel 1104 - 1105. Proprietà, diritti e concessioni riconfermati con Regio Privilegio dal figlio Ruggero II di Sicilia comprensivo dell'esercizio del diritto di pesca nelle acque della riviera di Taormina. Oggi il primitivo luogo di culto è inglobato nel complesso fortificato.

### Epoca del Viceregno di Sicilia
Ricostruito nel XVI secolo con una torre di avvistamento idonea a sorvegliare Capo Schisò, la baia compresa fino a Capo Taormina a nord e il golfo di Riposto a sud, a difesa delle incursioni dei pirati guidati da corsaro turco Khayr al-Din Barbarossa. Sul lungomare si affaccia la parte nobile e residenziale del complesso, all'interno del castello era installata l'attrezzatura per la raffinazione e distillazione dei prodotti della canna da zucchero, la produzione di questa coltura era un'attività lucrativa sorta intorno al XVI secolo estesa dagli spagnoli, praticata in epoca normanna e introdotta dagli arabi in Sicilia (esiste oggi, per memoria, una Via Cannameli nel rione Chianchitta).

### Epoca del Regno di Sicilia (1735-1816), del Regno delle Due Sicilie e del Regno d'Italia
Rinnovato nel tardo XIX secolo con l'aggiunta di balconi sulla facciata, delle primitive torri cilindriche d'avvistamento ne restano due e delimitano la corte interna della costruzione.
- 1582, Il primo proprietario don Cesare Statella nobile, giurato, giurista e riformatore della città di Catania.
- 1705, La proprietà passa in seguito alla nobile famiglia dei De Spucches Marchesi di Schisò e Gaggi, della famiglia dei Duchi di Santo Stefano e Principi di Galati;
- ?, a Giovanni Conti facoltoso cittadino di Messina;
- ?, alla casata dei Lombardo Alonço;
- XX secolo il castello passa alla famiglia dei Paladino attuali proprietari.

### Epoca contemporanea
Il castello è disabitato e versa in stato di abbandono. Si mira ad un graduale recupero dell'edificio storico pertanto la regione Siciliana ha inserito il Castello di Schisò nel complesso del parco archeologico comprendente il Museo e l'area archeologica di Giardini Naxos.